# Geologisches Museum (Oslo)

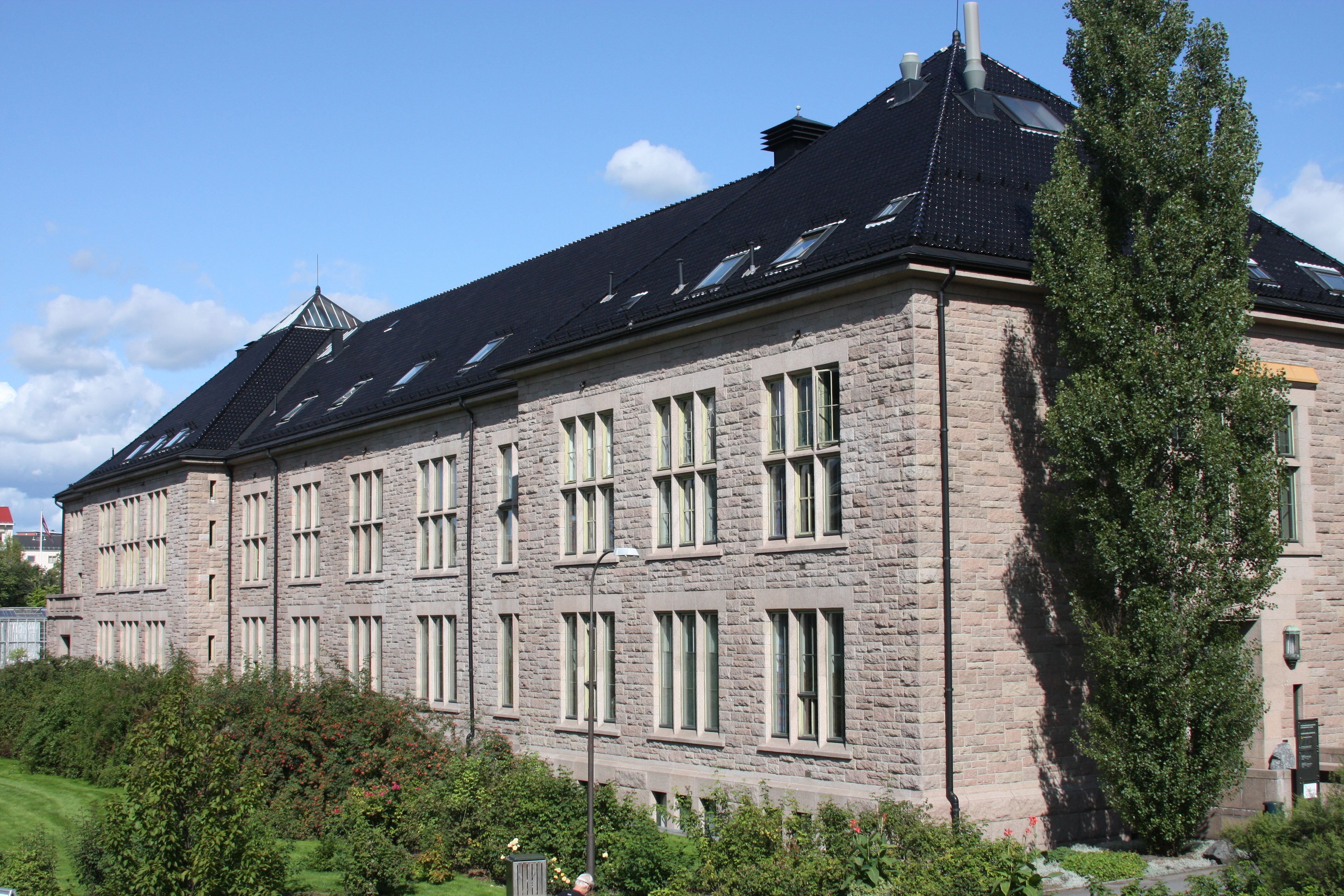
Das Geologisk museum im Botanischen Garten von Oslo.

Das Geologische Museum in Oslo (norwegisch Geologisk museum) bzw. das Geologisk og paleontologisk museum (deutsch „Geologisches und Paläontologisches Museum“) wurde 1917 gegründet und ist ein Teil des Naturhistorischen Museums der Universität Oslo. Das Museum entstand auf Initiative des Geologie-Professors Waldemar Christofer Brøgger und wurde 1920 mit zahlreichen Ausstellungsstücken der Öffentlichkeit übergeben. Nachdem der Museumsneubau 1911 im Osloer Stadtviertel Oslo Tøyen begonnen wurde, übertrug man die 100 Jahre alte Mineraliensammlung von Bergseminaret aus Kongsberg auf die Universität in Oslo.
Das Museum ist gleichzeitig zuständig für die wissenschaftlichen Sammlungen der Osloer Universität, für Gesteine, Mineralien und verschiedene paläontologische Exponate. Das Museum beherbergt außerdem eine umfangreiche Bibliothek mit Büchern und Zeitschriften zur Botanik, Geologie, Mineralogie, Paläontologie und Zoologie für Wissenschaftler und Studenten sowie für Besucher.
Das Museum ist mit dem Zoologischen Museum (Zoologisk museum) im Nachbargebäude verbunden und die Eingänge beider Museen sind parallel für die Öffentlichkeit zugänglich. Beide Museen sind als monumentale Steingebäude im nationalromantischen Stil im Botanischen Garten von Tøyen in Oslo errichtet worden.
Am 2. September 2011 wurde das Gebäude offiziell umbenannt in „Waldemar C. Brøggers Haus“ (Waldemar C. Brøggers hus) anlässlich des 200. Jahrestag der Osloer Universität.